# یواس‌اس کونر (دی‌یی-۱۷۲)

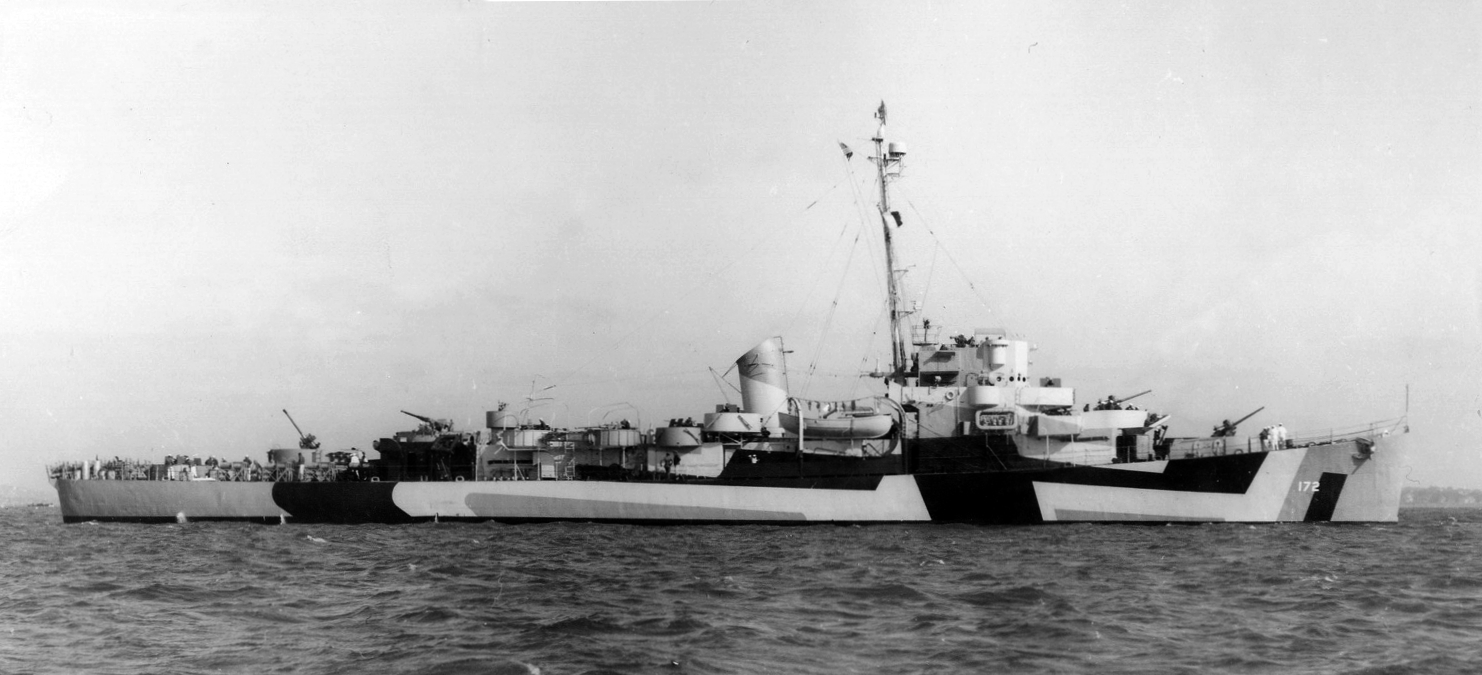
یواس‌اس کونر

یواس‌اس کونر (دی‌یی-۱۷۲) (به انگلیسی: USS Cooner (DE-172)) یک کشتی بود که طول آن ۳۰۶ فوت (۹۳ متر) بود. این کشتی در سال ۱۹۴۳ ساخته شد.